# Kustwegaanslag

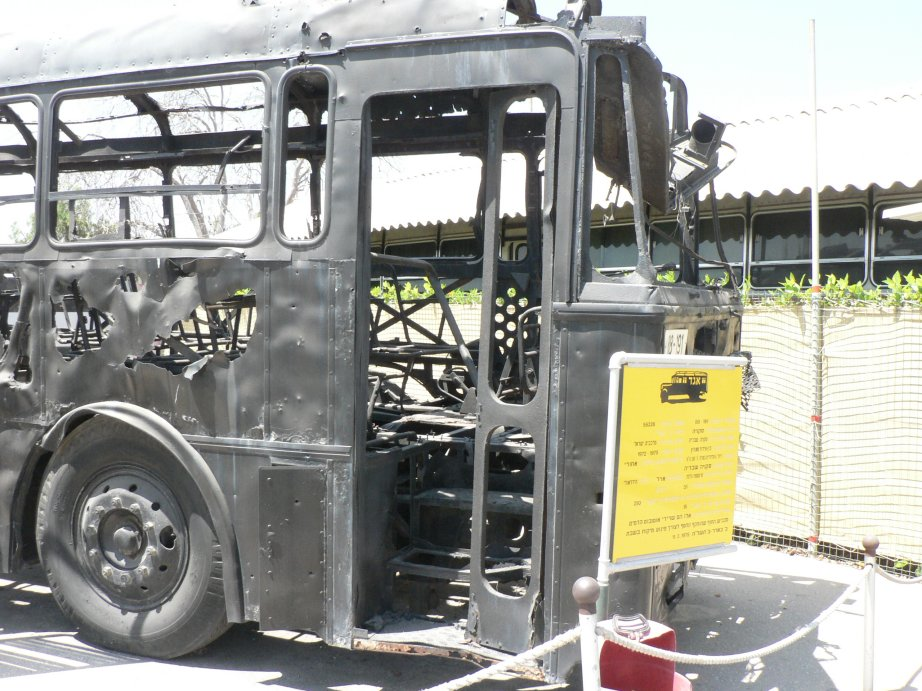
Voorste deel van de overvallen bus

Tijdens de Kustwegaanslag op 11 maart 1978 werd op de Kustweg bij Tel Aviv (Israël) een bus overvallen. 38 inzittenden, waaronder 13 kinderen, kwamen om het leven. 71 mensen raakten gewond.
De aanval was opgezet door Abu Jihad en uitgevoerd door Fatah. Het oorspronkelijke plan was om met de gekaapte bus naar Tel Aviv te rijden om daar een luxe hotel te overvallen en vervolgens buitenlandse toeristen en ambassadeurs in dit hotel te gijzelen. De gegijzelde personen zouden vervolgens worden 'geruild' tegen Palestijnen die gevangen zaten in Israël. Het was de bedoeling dat de aanslag plaats zou vinden op het moment dat er belangrijke gesprekken tussen Menachem Begin en Anwar Sadat aan de gang waren.
Time Magazine beschreef de aanslag als "the worst terrorist attack in Israel's history" (de ergste terroristische aanslag in de geschiedenis van Israel). Fatah noemde de actie "Operation of the Martyr Kamal Adwan." Als reactie lanceerde het Israëlische leger drie dagen later Operatie Litani, aanvallen op militaire bases in Libanon.

## De aanslag
In de morgen van 11 maart 1978 landden elf Palestijnse strijders, waaronder Dalal Mughrabi per opblaasboot op een strand bij Ma'agan Michael, ten noorden van Tel Aviv. Ze waren vertrokken vanaf de Libanese kust, bewapend met kalasjnikovgeweren, RPG's en explosieven. Ze vermoordden de Amerikaanse fotograaf Gail Rubin, die natuurfoto's aan het maken was, nadat zij hen opmerkte. Vervolgens liepen ze een aantal kilometer richting snelweg, waar ze begonnen met schieten op passerende auto's en een Mercedes-taxi kaapten. Hiermee reden ze richting Tel Aviv, om vervolgens op de Kustweg de Egged-bus te overvallen.
Tijdens de rit met de bus schoten de terroristen in het rond en smeten ze granaten richting passerende auto's. Ze gooiden ten minste één lichaam uit de rijdende bus. Op een gegeven moment lieten ze een andere bus stoppen en dwongen de passagiers hiervan om in te stappen in de Egged-bus. Uiteindelijk kwam deze bus in de buurt van Herzliya tot stilstand bij een blokkade van de politie waarna een vuurgevecht volgde tussen de terroristen en de politie. Passagiers die probeerden te ontsnappen werden doodgeschoten. Time Magazine suggereerde dat de politie wellicht meer slachtoffers heeft gemaakt dan de Palestijnen, aangezien de bus door hen onder vuur genomen werd. Een explosie, die waarschijnlijk werd veroorzaakt door de ontploffende benzinetank of een granaat, zette de bus in brand. Achtendertig burgers kwamen om het leven, waarvan dertien kinderen, en eenenzeventig mensen raakten gewond.

## Kritiek
De aanslag veroorzaakte afkeer onder het publiek in Israël en daarbuiten. Ze leidde tot kritiek op de politieleiding, vooral vanwege het feit dat er zoveel onschuldige burgers waren omgekomen. Er was veel commentaar op het feit dat de politie niet direct de snelweg had geblokkeerd op het moment dat ze van de aanslag afwist. Ook heerste er verontwaardiging omdat Palestijnse strijders probleemloos op de Israëlische kust hadden kunnen landen.

## Nasleep
Hussein Fayyad, een van de commandanten van de terreurgroep die in 1978 een aanslag uitvoerde werd in 2013 benoemd tot adviseur van de Palestijnse president Mahmoud Abbas.
De Palestijnse Autoriteit heeft in 2017 in Burqa een vrouwencentrum gebouwd met steun van de Palestijnse kiescommissie en de VN-organisatie Vrouwen–Palestina, plaatste als erkenning van de financiering het logo van het Noorse ministerie van Buitenlandse Zaken op het gebouw en vernoemden het vervolgens naar Mughrabi.